# 小学館クリエイティブ
株式会社小学館クリエイティブ（しょうがくかんくりクリエイティブ）は、東京都千代田区にある日本の出版社。
関連会社にデジタルコミックの編集・制作およびコミックスの編集・制作・発行を行う株式会社アイプロダクションとキャラクターコンテンツの企画・運営・製作会社の株式会社ヒーローズがある。

## 概要
2002年3月、事典・辞典の編集、校正・校閲会社の三友社、児童書・図鑑の編集・地図製作会社の表現研究所、美術全集の編集会社の一ツ橋美術センターを統合し、現社名に変更。
2010年4月6日、フィールズと共同出資で株式会社ヒーローズを設立（現在は木下グループとの共同出資会社）。

## 主な刊行物

### 復刻名作漫画シリーズ
- 正チャンの冒険 ISBN 9784778030018

など

### コミックス
- donna COMICS - アイプロダクションの恋愛漫画レーベル『comic donna（コミック・ドンナ』』の書籍化を行うレーベル。
- エヌ・オー・コミックス(ニュー オーダー コミックス) （発売：小学館）
- ヒーローズコミックス（発行： 株式会社ヒーローズ）
- ヒーローズコミックスふらっと（発行： 株式会社ヒーローズ）
- ヒーローズコミックスわいるど（発行： 株式会社ヒーローズ）
- エッジスタコミックス - エブリスタと小学館クリエイティブグループ・ 株式会社クリエイティブラボが創刊したオンラインコミック誌「少年エッジスタ」掲載作品の書籍化を行うレーベルとして創刊[5]。その後「GANMA!」掲載作品も書籍化していた。
- アイプロセレクション - アイプロダクションの電子コミックを書籍化したレーベル。
- Ｖコミ - 株式会社Vスクロールコミックスの無料まんがアプリ「Ｖコミ」掲載作品の書籍化を行うレーベル。
- クリエイティブコミックス
- ジュディーコミックス - 漫画雑誌「Judy」系列誌のレーベル。2004年に小学館から移管。

### 書籍
- 全日本鉄道旅行地図帳2017年版 ISBN 978-4778050092
- どこにいるのイリオモテヤマネコ ISBN 978-4778035303